# Kasimpur (Chitgoppa), Bidar
Kasimpur (Chitgoppa) là một làng thuộc tehsil Bidar, huyện Bidar, bang Karnataka, Ấn Độ.